# الملايطة
الملايطة هي قرية من قرى مصراتة، وتتوسط قصر أحمد، يطل جزء من القرية على البحر الأبيض المتوسط، ينتسب معظم سكانها للقب مليطان وهو لقب أطلقه الأتراك في عهد الباشاوات العثمانيون على المقاومين، وهم عدة بطون وسكان الأصلييون للقرية.

## المناطق الحيوية
يوجد بالقرية مركز ديني وهو مركز ذو النورين تقام فيه دورات تحفيظ للقرآن، ونشاطات أخرى ثقافية تعليمية، تحت إشراف عدد من شباب، وعدد من شابات القرية. كما توجد فيه مدرسة واحدة هي مدرسة عبد العاطي الجرم، والتي تعد من أقدم المدارس والتي أنشأت غي عام 1974 م.
كما يوجد بها جامع السلام في مركزها وهو الجامع الوحيد في القرية. يتميز سكان هذه المنطقة بمعيشة ذات مستوي متوسط يمارسون حرف ريفية كالزراعة والرعي حيث انها منطقة مناسبة لهذه الأنشطة.